# Кузбаска митрополија
Кузбаска митрополија (рус. Кузбасская митрополия) митрополија је Руске православне цркве.
Образована је одлуком Светог синода од 26. јула 2012, а налази се у оквиру граница Кемеровске области. У њеном саставу се налазе три епархије: Кемеровска, Мариинска и Новокузњецка.